# Bad Blood (série télévisée)
Pour les articles homonymes, voir Bad Blood.
Bad Blood, ou Les Liens du sang au Canada francophone, est une série télévisée dramatique canadienne en quatorze épisodes de 44 minutes créée par Simon Barry d'après le livre Business or Blood: Mafia Boss Vito Rizzuto's Last War par Antonio Nicaso et Peter Edwards en 2015 et diffusée entre le 21 septembre 2017 et le 29 novembre 2018 sur Citytv.
Cette série est une dramatisation de la famille du crime Rizzuto, une organisation mafieuse basée à Montréal.
Au Canada, la série est diffusée depuis le 11 novembre 2017 sur ICI Radio-Canada Télé et sur Netflix. Elle reste inédite dans les autres pays francophones.

## Intrigue

### Première saison
Au début des années 2000, Vito Rizzuto (Anthony LaPaglia) est le boss d’une Famille Rizzuto cherchant à rétablir la paix dans le monde criminel de Montréal. Il y parvient mais, après avoir été impliqué et arrêté pour plusieurs meurtres commis en 1981, son empire s'effondre. Le fils de Vito, Nico Rizutto (Brett Donahue), et le père de Vito, Nicolo Rizzuto (Paul Sorvino), sont assassinés par les adversaires de Vito, tandis que la famille a été confiée à son bras droit, Declan Gardiner (Kim Coates). Les envois de drogues sont également encaissés par le principal antagoniste, Sal Montagna (Joris Jarsky). Pendant ce temps, Cour supérieure du Québec Justice France Charbonneau (Claudia Ferri) est chargée de lutter contre la corruption au sein de la famille Rizzuto. À la libération de Vito en 2012, il évite Declan en raison des morts dans sa famille survenues sous sa surveillance. Plus tard, Vito lui pardonne alors que Declan et lui se lancent sur un chemin de vengeance contre quiconque ayant traversé la famille Rizzuto. Declan, après s'être senti trahi, avait secrètement changé d'allégeance à Sal avant de doubler le passage et de le tuer. Declan empoisonne également Vito par la suite, le laissant ainsi le pivot de la drogue à Montréal.

### Deuxième saison
Cinq ans après la mort de Vito Rizzuto, son ancien bras droit, Declan, est le roi du commerce de la drogue à Montréal. Declan se heurte à des rivaux, lorsqu'il refuse de s'associer à de nouveaux arrivants, les jumeaux Langana, enfants d'un parrain Calabrais. La fille Teresa (Anna Hopkins) et son jumeau Christian (Gianni Falcone) lui font la guerre dans le but de maîtriser la ville. Les Langana, apparentés aux frères Cosoleto, Domenic (Louis Ferreira) et Enzo (Daniel Kash) Cosoleto de Hamilton, et à leurs fils Luca (Franco Lo Presti) et Nats (Dylan Taylor), perturbent l’équilibre de la famille et commencent à s’occuper du plus dangereux fentanyl. Pendant ce temps, la division du crime organisé de la GRC, dirigée par Nellie Bullock (Lisa Berry), s'apprête à mettre tout le monde à terre avec l'aide de informateur confidentiel, l'épouse de Nats, Valentina Cosoleto. (Melanie Scrofano). Bien qu'il préfère travailler seul, Declan se rend vite compte que, pour rester au sommet, il doit faire appel à Rose Sunwind (Sharon Taylor) chef de la famille Sunwid de la réserve indienne près de Montréal, pour l'aider à fourguer sa cocaïne. Declan prend également son neveu Reggie Ross (Ryan McDonald) sous son aile après sa libération de prison. Après que Nats ait été envoyé en prison après avoir tué le conducteur d'une voiture (par inadvertance) au cours d'une fusillade. Valentina son épouse, ignorant qu'elle est en train d'être enregistré par la police, révèle à Nats qu'elle a été impliquée par la police. Après que Domenic a eu connaissance de la cassette, il ne lui reste plus qu'à assassiner Valentina. Dans le cadre du plan élaboré de Declan visant à éliminer les Langana, il obtient plus tard le contrat de protection de Nats en prison, ordonne son passage à tabac et force Enzo à se transformer en informateur s’il souhaite que son fils vive. Domenic, informé de la situation d'Enzo, raconte aux Langana où Christian le tue. Alors que les Langana sont sur le point de quitter la ville, le plan de Declan est en train de se concrétiser. il découvre où ils habitent et les suit. Lorsqu'ils réalisent qu'ils sont suivis, une fusillade s'ensuit où Declan tue Christian; Teresa s'échappe et nettoie la maison en organisant les meurtres de Nats et Enzo. Elle apprend par les motards que Declan vit avec Rose dans sa réserve, où ils sont emmenés captifs, Rose et Reggie. Teresa tue Reggie et tire sur Declan. Declan, non mortellement blessé, tue Teresa alors qu'elle se dirige vers un hélicoptère pour s'échapper. Toutes les pistes de Nellie étant mortes, la GRC a fermé la division du crime organisé. Avec les morts Langana, Declan gagne la guerre pour sa ville.

## Distribution

### Saison 1
- Anthony LaPaglia (VF : Michel Dodane ; VQ : Sylvain Hétu) : Vito Rizzuto
- Paul Sorvino (VF : Jean-Claude Donda ; VQ : Hubert Fielden) : Nicolo Rizzuto
- Kim Coates (VF : Pierre-François Pistorio ; VQ : Daniel Picard) : Declan Gardiner
- Brett Donahue (VF : Julien Allouf) : Nico Jr.
- Maxim Roy (VF : Pauline Brunel ; VQ : elle-même) : Michelle
- Tony Nappo (en) (VF : Frédéric Souterelle ; VQ : Bruno Marcil) : Gio
- Enrico Colantoni (VF : Guillaume Lebon ; VQ : Alain Zouvi) : Bruno Bonsignori
- Simu Liu : Guy
- Valerie Buhagiar : Loredana
- Joris Jarsky (VF : Boris Rehlinger) : Sal Montagna
- Michelle Mylett (VF : Victoria Grosbois) : Sophie
- Angela Asher (VQ : Chantal Baril) : Renata
- Vincent Leclerc (VF : Yann Guillemot ; VQ : lui-même) : Jacques Pilote
- Claudia Ferri (VF : Magali Bonfils ; VQ : elle-même) : France Charbonneau
- Amber Goldfarb (VQ : Éveline Gélinas) : Rachel
- Jason Martorino : Paul
- Romano Orzari (VF : Marc Saez) : Toto Bianchi
- Moe Jeudy-Lamour (VF : Jean-Baptiste Anoumon) : Marlon
- Ryan Blakely : Marc Desjardins
- Joel Gagne : Luke

### Saison 2
- Kim Coates (VF : Pierre-François Pistorio ; VQ : Daniel Picard) : Declan Gardiner
- Ryan McDonald : Reggie Ross
- Sharon Taylor : Rose Sunwind
- Anna Hopkins : Teresa Langana
- Gianni Falcone : Christian Langana
- Louis Ferreira : Domenic Cosoleto
- Daniel Kash : Enzo Cosoleto
- Franco Lo Presti : Luca Cosoleto
- Dylan Taylor : Ignazio « Nats » Cosoleto
- Melanie Scrofano : Valentina « Val » Cosoleto
- Lisa Berry : Nellie Bullock

 Source et légende : version québécoise (VQ) sur Doublage.qc.ca

## Production
Le tournage de la première saison a eu lieu à Montréal (Québec) et à Sudbury (Ontario).
Le 6 mars 2018, Rogers Media a annoncé le renouvellement pour une deuxième saison laquelle comprend  huit épisodes à l'automne 2018.
En novembre 2018, Netflix a annoncé sa distribution internationale, à compter de la première saison, le 7 décembre 2018.

## Épisodes

### Première saison (2017)
1. Les Cicatrices (Scar Tissue)
2. Tout ou rien (Pacifier)
3. Le Renforcement positif (Feast or Famine)
4. Mon arme est ma maison (Home is Where the Gun is)
5. Quand on n'a plus rien (When You Got Nothin'…)
6. Le printemps revient toujours (You Can Never Hold Back Spring)

### Deuxième saison (2018)
1. Mais qui êtes-vous ? (Who are You?)
2. Un pamplemousse à 20 millions (A Grapefruit Worth 20 Million)
3. Una vita per una vita (Una Vita Per Una Vita)
4. Le navire a quitté le port (This Ship Has Sailed)
5. Troubles et tristesse (Disruption and Early Sorrow)
6. Que faire avec Valentina ? (What to do About Valentina)
7. Lupara Cosoleto (Lupara Cosoleto)
8. Le Choix de Declan (Declan's Choice)